# سمية الباكلوفين
سُمّيّة الباكلوفين -وتُعرف أيضاً بالتسمم بالباكلوفين - هو حالة تهدد الحياة يسبّبها تناول جرعات زائدة من دواء الباكلوفينعن تلك الموصى بها. حيث تشمل الأعراض غالبًا انخفاض في معدل ضربات القلب، وانخفاض ضغط الدم، وزيادة إفراز اللعاب، وانخفاض درجة حرارة الجسم، والاضطراب. ولكن، في بعض الأحيان قد يكون مصحوباً بارتفاع في معدل ضربات القلب وكذلك في ضغط الدم، مما قد يؤدي إلى حدوث مضاعفات أخرى مثل الغيبوبة أو نوبات الصرع.
إن تناول البالغين لجرعة تزيد عن 200 ملغ تؤدي عادةً إلى حدوث مشاكل في غضون ساعتين، سواءً أُخِذ عن طريق الفم أم عن طريق مضخات العقاقير عبر الكيسية. وتشمل عوامل الخطر قصوراً في وظائف الكلى، وخاصة إذا انخفضت سرعة الترشيح الكبيبي إلى أقل من 30 مل/دقيقة. وإذا لم تظهر على الشخص أي أعراض لأكثر من أربع ساعات بعد تناول الجرعة الزائدة، فمن غير المرجح أن تحدث السمّية. بشكل عام، إن مستويات الباكلوفين في الدم غير متوفرة.
تتضمن إدارة الحالة إجراءات الرعاية الداعمة مثل التنبيب. وقد يُستخدم الفحم النشط بعد التنبيب، كما قد يوصى بإجراء غسيل كلوي لأولئك الذين يعانون من مشاكل في الكلى. وتُعالَج نوبات الصرع باستخدام البنزوديازيبينات، في حين يمكن علاج انخفاض ضغط الدم بالسوائل الوريدية والنورأدرينالين. تختفي الأعراض عادة خلال يوم أو يومين، وبعد التعافي من الباكلوفين، عادة ما يتطلب الأمر إعادة البدء في تناوله وإلا فستظهر على المريض أعراض الانسحاب.
في عام 2020، سجلت مراكز السموم الأمريكية ما يقرب من خمسة آلاف حالة تعاطي جرعة زائدة من الباكلوفين، من بينهم أربع وفيات. إذ يصاب حوالي 20% من الأشخاص الذين يتلقون الدواء عن طريق مضخة بمشاكل في مرحلة ما. أما بالنسبة لأولئك الذين يتناولون جرعة زائدة عن عمد، فإن العمر النموذجي لهم هو حوالي 35 عاماً، وأكثر من نصفهم -نوعاً ما- من النساء.